# Jorge Sousa
Jorge Sousa, de son nom complet Manuel Jorge Neves Moreira de Sousa (né le 18 juin 1975 a Lordelo do Ouro) est un arbitre portugais de football et appartient à l'Association de football de Porto.   
Il est arbitre depuis 1993. Il est promu dans le championnat portugais comme arbitre de 1re catégorie lors de la saison 2001-2002. Il est promu arbitre international en 2006.